# 気候サイクル
気候サイクル（きこうサイクル）とは、氷河の氷、海底堆積物、木の年輪などの研究で見出された温度代理指標によって示されるように、地球の表面温度において自然の周期変動をともない、繰り返されている気候パターン（climate pattern）の一種である。
気候サイクルを検出する難しさの一つには、地球の気候がほとんどの時間スケールにおいて非周期的な方式で変化しているということがあげられる。例えば、いま我々は人為的と思われる地球温暖化の時代にいる。さらに大きな時間枠において、地球は最新の氷河時代から脱しつつある。それは気候が過去1万5000年程にわたって変化していることを意味する。そして、度重なる氷河作用によって支配された更新世の時代は、より安定した気候であった中新世と鮮新世から展開している。これらの変化すべてが気候の周期的な挙動をさがす作業を複雑にしている。
それでも、特定または仮定された気候サイクルがいくつかある。それらの範囲は、いくつかの氷河時代にまたがる長期にわたる気候記録で反映される地球の軌道パラメータの周期的挙動（ミランコビッチ・サイクル）から、大西洋数十年規模振動を通り、次のような短期的な周期にまで及んでいる。
- エルニーニョ・南方振動
- 太平洋十年規模振動
- Interdecadal Pacific Oscillation
- 北極振動
- 北大西洋振動
- the North Pacific Oscillation

11年の太陽黒点周期（Hale cycle）もまた気候記録で識別可能性を持つ可能性が言われている（太陽変動を参照）。
気候サイクルはメディアに人気がある。 1例として小麦価格と太陽黒点数の相関に関する2003年の研究がある。
また、氷床コアのサンプルから主張された1500年の気候サイクル（Bond event）があり、地球温暖化に関する論争に用いられている。
ミランコビッチ・サイクル（またはHale cycle）以外の気候サイクルは完全に周期的であると判明しておらず、データのフーリエ解析はシャープなピークを与えていない。